# Familie Marsh
Randy en Sharon Marsh zijn fictieve personages uit de animatieserie South Park. Ze zijn de ouders van Stan en Shelley. De stem van Randy wordt ingesproken door Trey Parker en die van Sharon door achtereenvolgens Mary Kay Bergman (1997–1999), Eliza Schneider (1999–2003) en April Stewart (sinds 2004).

## Randy
Randy is de echtgenoot van Sharon, en hun huwelijk loopt gemiddeld goed. In de meeste afleveringen gedragen ze zich erg normaal tegenover elkaar, maar af en toe zijn er spanningen. In de aflevering Clubhouses komt het tot een scheiding, maar uiteindelijk komen ze weer samen. Nog een voorbeeld van spanning is de aflevering More Crap, waarin Sharon maar niet kan begrijpen dat mannen geobsedeerd zijn met het wereldrecord van het grootste uitwerpsel ooit. Randy reageert op zulke momenten meestal overdreven dramatisch.
Randy heeft zwart haar en een snor en draagt meestal een grijze broek met een blauw shirt. Hij is geoloog, hetgeen soms ook in de serie een rol speelt. Zo wint hij in de aflevering Spontaneous Combustion (3.02) zelfs een Nobelprijs na onderzoek over spontane zelfontbranding. Randy heeft zijn middelbare school nooit afgemaakt omdat hij terechtkwam in een boyband, waarvan het succes echter maar van korte duur was.
Randy neemt geregeld een leidersrol op zich. Zo vertegenwoordigt hij in Pinewood Derby (13.06) zelfs de hele wereld. Dit heeft hij vooral te danken aan zijn grote mond.
In het algemeen wordt Randy voorgesteld als een man die een midlifecrisis doormaakt. In de latere afleveringen speelt hij vaker een rol en vertoont hij steeds absurder gedrag. Zoals in de aflevering Bloody Mary, waarin hem wijsgemaakt wordt dat zijn alcoholisme een oncontroleerbare ziekte is en hij deze dus moet ondergaan. Randy scheert dan zijn hoofdhaar af en begint te drinken in een rolstoel met een dekentje.

## Sharon
Sharon (voorheen Carol) Kimble Marsh is de vrouw van Randy en de moeder van Stan en Shelley. Ze draagt bijna altijd een bruine trui met een rood kraagje, een lange, blauwe broek en ze heeft bruin haar. Ze werkt als secretaresse in "Tom's Rhinoplasty".